# Krujok, Putîvl
Krujok (în ucraineană Кружок) este un sat în comuna Boiaro-Lejaci din raionul Putîvl, regiunea Sumî, Ucraina.

## Demografie
Componența lingvistică a localității Krujok
     Ucraineană (81,67%)
     Rusă (15%)
Conform recensământului din 2001, majoritatea populației localității Krujok era vorbitoare de ucraineană (81,67%), existând în minoritate și vorbitori de rusă (15%).